# عقوبة الإعدام في اليابان

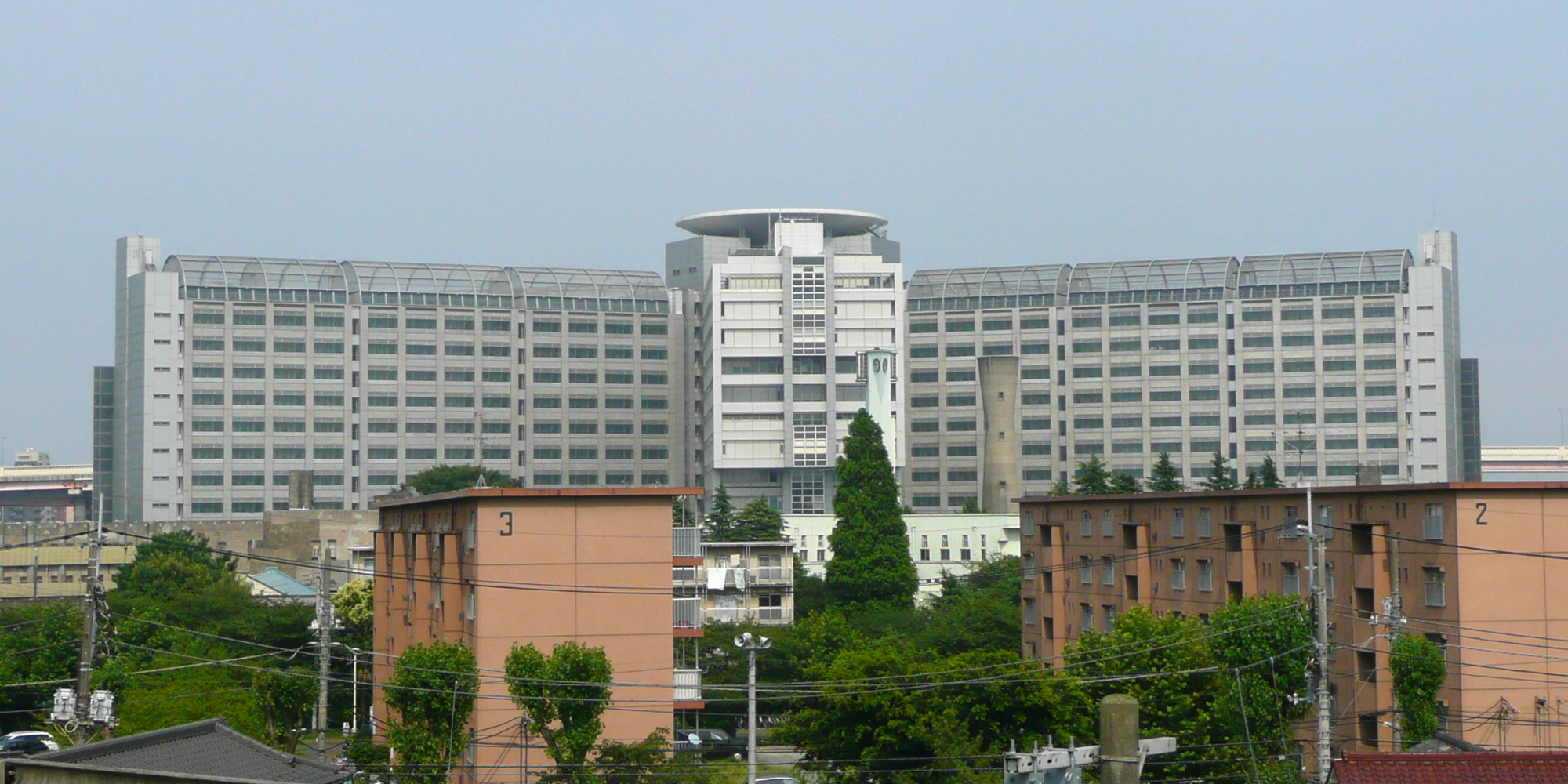
سجن طوكيو المركزي في اليابان يضم واحدة من غرفة الإعدام.

عقوبة الإعدام هي عقوبة قانونية في اليابان يتم تطبيقها عند ارتكاب جريمة قتل، ويتم تنفيذ الحكم بالإعدام شنقا.
تفرض الغالبية العظمى من أحكام الإعدام في حالات جرائم القتل المتعدد. عادةً ما تطبق عقوبة الإعدام في حالات القتل الجماعي، ولكن يُعدم بعض القتلة ضمن حالات استثنائية، كالتعذيب قبل القتل أو الخطف بهدف طلب الفدية.

## التاريخ
مع بداية القرن الرابع، زادَ تأثّر اليابان بالنظام القضائي الصيني، وتبنّت تدريجيًا نظامًا من عقوبات مختلفة لجرائم مختلفة، بما فيها عقوبة الإعدام. بداية من فترة نارا (710–748م) انخفض الاتجاه للعقوبات الوحشية وقلّ تطبيق الإعدام شيئًا فشيئًا، قد يكون ذلك نتيجة تأثير التعاليم البوذية، وأُلغيت العقوبة تمامًا في فترة هييآن (794-1185م). لم تطبّق عقوبة الإعدام أبدًا حتى 300 سنة بعد ذلك، أي بعد حرب جينباي (1180–1185م).
خلال فترة كاماكورا اللاحقة (1185-1333م)، طُبّقت عقوبة الإعدام على نطاق واسع وتعددت أساليب الإعدام لتصبح أكثر وحشية، وتضمنت الحرق والغلي والصلب إضافةً لأشياء أخرى. خلال فترة موروماتشي (1338-1573م)، بدأ استخدام أساليب إعدام أكثر قسوة، مثل الصلب رأسًا على عقب والتطويق (الخوزقة) والنّشر (القطع بالمنشار) وفصل الجسد عن طريق ربط طرفية بالثيران أو العربات. حتى عقوبة الجرائم الصغيرة كانت تصل إلى الإعدام، وكان يعاقب أفراد من العائلة وحتى الجيران برفقة المجرم. استمر استخدام هذه الأساليب الوحشية والإعدام بغير رقيب خلال فترتي إيدو (1603-1868م) ومييجي (1868-1912م)، ولكن نتيجة التأثُّر بالتعاليم الكونفوشية، زادت حدّة عقاب الاعتداء على العجزة وأصحاب النفوذ أكثر من الاعتداء على من هم أقل رتبة. كان يُستخدم التعذيب لانتزاع الاعترافات. في عام 1871، كنتيجة لإعادة صياغة كاملة لقانون العقوبات، انخفض عدد الجرائم التي تُجازى بالإعدام وأُلغي التعذيب المفرط في القسوة إلى جانب الجَلد. في عام 1873، أدت مراجعة أخرى لقانون العقوبات إلى انخفاض عدد الجرائم التي تُجازى بالإعدام، وانحصرت أساليب تطبيق العقوبة إما بالشنق أو قطع الرأس.

## النظام

### سياسة إصدار الحُكم: مبدأ ناغاياما
تتبع المحاكم في اليابان أسس وقواعد نُص عليها خلال محاكمة نوريو ناغاياما، شاب بعمر 19 عامًا من خلفية محرومة، ارتكب أربع جرائم قتل وسرقة في عام 1968 وأُعدم شنقًا في 1997. حكمت عليه محكمة طوكيو العليا مبدئيًا بالسجن المؤبّد، ولكن في عام 1983 أقرت المحكمة العليا في اليابان بوجود خطأ وألغت العقوبة.
حكمت المحكمة أنه على العقوبة أن تُقَّرر تبعًا لدرجة مسؤولية ارتكاب الجُرم وأن يكون ميزان العدالة مبنيًا على أساس معياري من تسع نقاط. لم يكن ذلك القرار سابقًا من نوعه، لكن اتُّبع لاحقًا في جميع حالات الإعدام في اليابان. تلك المعايير التسعة هي كالتالي:
1. درجة الإثم.
2. الدافع.
3. طريقة ارتكاب الجُرم؛ خصوصًا الطريقة التي قُتلت بها الضحية.
4. نتائج الجريمة؛ خصوصًا عدد الضحايا.
5. مشاعر أفراد عائلة الضحية.
6. تأثير الجريمة على المجتمع الياباني.
7. عمر المدُعى عليه (سن الرّشد في اليابان هو 20 عامًا).
8. السجل الجنائي السابق للمُدعى عليه.
9. درجة الندم التي يبديها المُدعى عليه.

يُعتبر عدد الضحايا الذين قتلوا المعيار الأهم في فرض عقوبة الإعدام. يعتبر توجيه عقوبة الإعدام لمجرم قتل شخصًا واحدًا (مع النظر إلى الإدانات السابقة) أمرًا استثنائيًا.
في عام 2012، أصدرت مؤسسة بحثية تابعة للمحكمة العليا في اليابان تقريرًا حول تطبيق عقوبة الإعدام بين عامي 1980 و2009. وجدت الدراسة، في حين أنه من النادر طلب المُدّعي تطبيق عقوبة الإعدام للمجرم الذي قتل شخصًا واحدًا، إلا أنها طُبقت في 32% من هذه الحالات. من جهة أخرى، غالبًا ما يطلب المُدّعون تنفيذ عقوبة الإعدام بحق المجرم في حالة القتل المتعدد، وتُطبق العقوبة في 59% من حالات القتل الثنائي، و79% في حال وصل عدد الضحايا إلى ثلاثة أو أكثر.
وجدت الدراسة أيضًا أن عقوبة الإعدام طُبقت على جميع حالات المجرمين الذين ارتكبوا جريمة قتل مرة أخرى بعد إطلاق سراحهم من الحكم المؤبد، وفي جميع حالات القتل المتعلقة بالسرقة التي قُتل فيها ثلاثة أشخاص أو أكثر.
علاوة على ذلك، في 5 من أصل 10 حالات خطف بهدف طلب الفدية التي قُتل فيها شخص واحد، حُكم على المدعى عليه بالإعدام.

### سير العملية القضائية
منذ شهر مايو من عام 2009، تتبع المحاكم الإقليمية نظام القاضي الوضعي؛ يجلس ثلاثة قضاة محترفين برفقة ستة مواطنين مُختارين عشوائيّا. يتوجب إصدار إدانة بحق المجرم لتنفيذ أي عقوبة من بينها الإعدام خمسة أصوات من أصل تسعة أعضاء بينهم قاضٍ مختص واحد على الأقل.
تملك اليابان نظام قانون مدني، بناءً على ذلك، تعتمد المحاكم في إعادة الحكم على كل من القانون والحقائق. تعيد المحاكم العليا المحاكمة بوجود ثلاثة قُضاة دون أي قاضٍ وضعي (غير متمرّس)، وبإمكان إعادة الحكم إما تخفيف عقوبة الإعدام إلى المؤبد أو زيادة حكم المؤبد إلى الإعدام. لكن في النهاية، تملك هيئة المحكمة العليا بأعضائها الخمسة القرار النهائي فيما يخص عقوبة الإعدام، تسمح المادة رقم 411 من قانون الإجراءات الجنائية بإعادة النظر إلى القضية أو تغيير العقوبة في حال كانت المُحاكمة «مجحفة للغاية».
منذ عام 1945، أصدرت المحكمة العليا قرارها في ثلاث حالات فقط من الحكم المؤبد، وأعدت محاكمة مجرمًا محكومًا بالإعدام. من بينهم نوريو نغاياما وتاكايوكي فاكودا الذين كان كلاهما تحت ال20 عامًا عند ارتكابهما الجُرم. بينما كانت القضية الثالثة بحق رجل مُدان بقتل امرأة عجوز بهدف السرقة بعد فترة وجيزة من إطلاق سراحه من الحكم المؤبد الذي دخله سابقًا بسبب ارتكابه لجريمة مشابهة.

### وقف التنفيذ
تبعًا للمادة رقم 475 من قانون الإجراءات الجنائية في اليابان، يجب أن تنفذ عقوبة الإعدام خلال ستة أشهر من فشل آخر محاولة طعن قضائي من قبل المُدعى عليه بقرار من وزير العدل. مع ذلك، تُفى الفترة التي يطلب فيها المُدعى عليه العفو أو إعادة النظر في الحُكم من هذا القرار. وبذلك، عمليًا، تمتد مدة انتظار حكم الإعدام بين خمس وسبع سنوات؛ بقي ربع المساجين على لوائح الإعدام مدة تزيد عن عشر سنوات. بقي بعض المساجين مدة 30 عامًا بانتظار حكم الإعدام، مثل السجين ساداميشي هيراساوا الذي توفي لأسباب طبيعية عن عمر ناهز ال95 بعد انتظار إعدامه ل32 عام.

### حُكم الإعدام
يُحتجز السجناء المحكومون بالإعدام في وحدات حجز موجودة في كل من طوكيو وأوساكا ونوغويا وسينداي وفوكوكا وهيروشيما وسابورو.
على الرغم من امتلاكهم محاكم عليا، مراكز الحجز في كل من تاشيكاوا وتاكاماتسو غير مجهزة بغرف للإعدام؛ تنفّذ الإعدامات الصادرة من قبل المحاكم العليا في كلا المدينتين في مراكز احتجاز طوكيو وأوساكا. لا يُصنّف المحكومون بالإعدام كمساجين من قبل النظام القضائي الياباني ولا تتم الإشارة إلى أماكن احتجازهم بكونها سجونًا. يفتقر هؤلاء المحكومون عديدًا من الحقوق التي يمتلكها بقية السجناء اليابانيين. تخضع طبيعة النظام الذين يعيشون فيه بصورة كبيرة لأوامر مدير مركز الحجز، ولكنها عادة ما تكون أكثر قسوة من بقية السجون اليابانية. يُوضع السجناء في الحبس الانفرادي ويمنع عليهم التواصل مع رفاقهم. يُسمح لهم بفترتي تمرين خلال الأسبوع، ولا يسمح لهم بمشاهدة التلفاز ويحق لهم حيازة ثلاثة كتب فقط. لا يسمح للسجناء بالتمرّن ضمن زنزاناتهم. نادرًا ما يُسمح بالزيارات من قِبل أفراد العائلة والممثلين القانونيين، وتتم مراقبتهم عن كثب.

### تنفيذ الحُكم
تُوقّع مذكرة الإعدام من وزير العدل بعد مشاورات داخلية مع وزارة العدل. يُنفذ حُكم الإعدام بعد خمسة أيام من توقيع القبول النهائي.
تبعًا للقانون، لا يُنفّذ حُكم الإعدام في أيام العطلة الوطنية أو يومي السبت والأحد أو بين 31 ديسمبر و2 يناير.
يُنفذ حُكم الإعدام شنقًا في غرفة إعدام تابعة لمركز الحجز. بعد صدور الأمر بالإعدام، يُبلّغ السجين في صبيحة يوم التنفيذ. يُعطى السجين قرار اختيار وجبته الأخيرة. بعدئذٍ تُبلّغ كل من عائلة السجين والممثلين القانونيين وعامّة الناس. من 7 ديسمبر من عام 2007، تنشر السلطات أسماء وعمر وطبيعة جرم المحكومين بالإعدام.
تعتمد طريقة الشنق الإنزال من فوق، مسبّبة الموت السريع نتيجة كسر الرقبة.
في شهر أغسطس من عام 2014، بلغ عدد السجناء المحكوم عليهم بالإعدام 126 سجينًا. يطلب 89 منهم إعادة فتح قضيته، و25 منهم يطالبون بإصدار العفو عنهم.